# Vicente Almirall Castell
Vicente Almirall Castells, nació en Barcelona, el 27 de enero de 1904. Es un jugador de ajedrez español que alcanzó la categoría de maestro nacional.

## Resultados destacados en competición
Desarrolló toda su carrera ajedrecista en Madrid, ganó el antiguo campeonato de Castilla de ajedrez en la primera ocasión que se disputó en el año 1935, en la segunda edición del año 1936 quedó empatado con Juan Manuel Fuentes en la primera posición.
Ganó en el Torneo Nacional de Madrid del año 1935, que le dio el derecho a retar al campeón Ramón Rey Ardid. Perdió el encuentro resultando subcampeón de España, en el año 1935.
Fue presidente de la Federación Catalana de ajedrez desde el año 1950, seleccionador nacional de ajedrez y desde 1951 árbitro internacional de ajedrez.
Falleció en Badalona el 9 de octubre de 1987.